# Tis
Tis o Tius (en llatí Thyius o Thys, en grec antic Θῦος, Θῦς) va ser un rei de Paflagònia des de l'any 380 aC fins al 364 aC aproximadament.
Es va revoltar contra Artaxerxes II de Pèrsia. El seu cosí Datames, sàtrapa de Capadòcia, el va voler persuadir de posar fi a la revolta però no ho va aconseguir. En una ocasió els dos cosins es van entrevistar i Tis va intentar matar Datames, que es va salvar per una oportuna advertència de la seva mare.
Quan va tornar a la seva residència va declarar la guerra a Tis i després de diverses victòries el va fer presoner amb la seva dona i fills; llavors li va treure les insígnies reials, es va vestir de caçador i el va portar lligat a presència del rei de Pèrsia com si fos una bèstia salvatge que havia caçat. El rei el va empresonar, però sembla que no el va executar. Corneli Nepot descriu Tis com un home de gran alçària, d'aspecte amargat, amb la pell de color fosc i amb la barba i els cabells molt llargs. Teopomp de Quios explica que quan menjava no posava a la seva taula menys de cent plats, i que quan va caure presoner va seguir amb el mateix sistema de vida. Sembla que això va fer pensar a Artaxerxes que Tir vivia com si esperés una condemna a mort.